# Embaixada da Alemanha em Brasília
A Embaixada da Alemanha em Brasília é a principal representação diplomática alemã no Brasil. O atual embaixador é Heiko Thoms, no cargo desde julho de 2020.
Está localizada na Avenida das Nações, na quadra SES 807, Lote 25, no Setor de Embaixadas Sul, na Asa Sul. A embaixada é a única obra do renomado arquiteto alemão Hans Scharoun fora de seu país.

## História

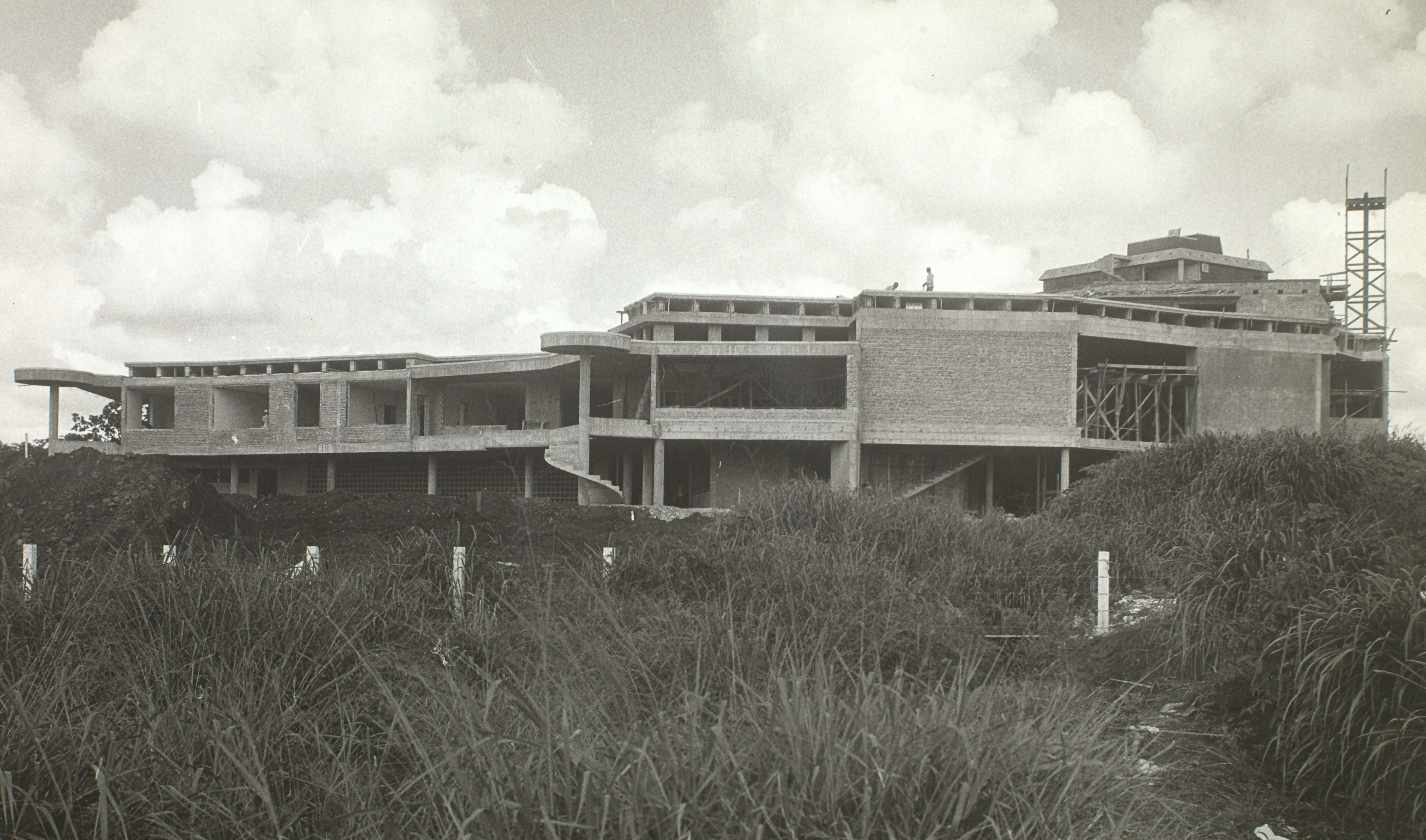
Construção da embaixada da Alemanha em Brasília em imagem do Arquivo Nacional

Assim como outros países, a Alemanha recebeu de graça um terreno no Setor de Embaixadas Sul na época da construção de Brasília, medida que visava a instalação mais rápida das representações estrangeiras na nova capital.
O responsável pelo projeto da embaixada foi Hans Scharoun, um dos grandes expoentes da arquitetura moderna alemã. O projeto foi feito da mesma época de sua obra mais conhecida, a sede da Orquestra Filarmônica de Berlim, e foi sua única obra no exterior. O conjunto de edifícios da embaixada é formada pelo departamento de assuntos estrangeiros, a residência oficial e várias casas para o corpo diplomático.
Hans pertencia a corrente da arquitetura orgânica, tendência que a embaixada segue. A obra é complementada por jardins do brasileiro Roberto Burle Marx. A embaixada integra o patrimônio histórico e artístico alemão.

## Serviços
A embaixada realiza os serviços protocolares das representações estrangeiras, como o auxílio aos alemãs que moram no Brasil e aos visitantes vindos da Alemanha e também para os brasileiros que desejam visitar ou se mudar para o país europeu. A Alemanha é um destino turístico popular entre turistas brasileiros, e uma crescente migração para o país tem sido verificada, em especial de cidadãos com dupla nacionalidade. Mais de 100 mil brasileiros vivem na Alemanha. Além da embaixada de Brasília, a Alemanha conta com mais quatro consulados gerais no Rio de Janeiro, em São Paulo, em Porto Alegre e no Recife, dois consulados em Belo Horizonte e Recife e mais dezesseis consulados honorários em Belo Horizonte, Belém, Fortaleza, Campo Grande, Manaus, Curitiba, Joinville, Blumenau, Anápolis, Ribeirão Preto, Domingos Martins, Santos e Rolândia.
Outras ações que passam pela embaixada são as relações diplomáticas com o governo brasileiro nas áreas política, econômica, cultural e científica. A Alemanha é o quatro maior parceiro comercial brasileiro, sendo o maior na Europa, e os dois países mantém uma parceria estratégica na área comercial, com trocas que chegaram a 15,7 bilhões de dólares. O Brasil exporta para a Alemanha minérios, produtos agrícolas e motores para veículos, enquanto importa medicamentos, veículos e peças, produtos químicos e farmacêuticos e equipamentos elétricos. Cerca de 1600 empresas alemãs estão no Brasil, e São Paulo tem um dos maiores parques industriais de origem alemã fora da Alemanha.